# Meister von 1446
Mit dem Notnamen Meister von 1446 wird ein namentlich nicht bekannter oberrheinischer Kupferstecher der Spätgotik bezeichnet.
Der zum Ende des Mittelalters tätige Meister erhielt seinen Notnamen nach seinem Kupferstich mit der Geißelung Christi, den er mit der Jahreszahl 1446 versehen hat. Es ist der älteste von einem Künstler datierte und erhaltene Kupferstich überhaupt. Die Werke des Meisters der Spielkarten gelten als älter, jedoch sind dessen Blätter nicht von ihm datiert. Vermutlich war der Meister von 1446 ein in Basel tätiger Schüler des Meisters der Spielkarten, dem er technisch nahesteht, in der zeichnerischen Qualität aber weit nachsteht.

## Werke
- „Passion Christi“, sieben Blätter in Berlin, Kupferstichkabinett und zwei Blätter Lund, Universitätsbibliothek[2]
- „Zwölf Apostel“, zwölf Blätter in Berlin, Kupferstichkabinett[3]